# Minhe
Minhe (chiń. 民和回族土族自治县; pinyin: Mínhé Huízú Tǔzú Zìzhìxiàn) – powiat autonomiczny mniejszości etnicznych Hui i Tu w środkowych Chinach, w prowincji Qinghai, w prefekturze miejskiej Haidong. W 1999 roku liczył 366 163 mieszkańców.